# Tectaria heracleifolia
Tectaria heracleifolia är en ormbunkeart som först beskrevs av Carl Ludwig Willdenow, och fick sitt nu gällande namn av Lucien Marcus Underwood. Tectaria heracleifolia ingår i släktet Tectaria och familjen Tectariaceae. Utöver nominatformen finns också underarten T. h. trichodes.